# Étoile Ae/Be de Herbig
Une étoile Ae/Be de Herbig, (en abrégé : HAe/Be, de l'anglais Herbig Ae/Be star) est une étoile de la pré-séquence principale de masse intermédiaire et de type spectral B ou A possédant des raies spectrales en émission dans son spectre visible ; associée à une région présentant une forte extinction, elle illumine une nébuleuse par réflexion.
Les étoiles de Herbig ont été classées et étudiées par George Herbig dans les années 1960.  Il est actuellement accepté qu'il s'agit d'étoiles jeunes, c'est-à-dire n'étant pas encore sur la séquence principale. Ces étoiles sont entourées d'un disque protoplanétaire responsable de l'émission infrarouge et millimétrique. Nombreuses étoiles HAe/Be présentent une variabilité photométrique.
De par leur type spectral, les étoiles HAe/Be sont de masse intermédiaire (1,5 à 8 masses solaires). Elles sont le pendant des étoiles T Tauri, étoiles jeunes de plus faible masse.

## Définition
Une étoile de Herbig Ae/Be vérifie les critères suivants :
1. son type spectral est plus chaud que F0 ;
2. elle présente dans son spectre des raies en émission provenant de la série de Balmer de l'hydrogène ;
3. elle est associée à une région présentant de l'extinction ;
4. elle est associée à une nébuleuse par réflexion.

L'association avec la région d'obscuration et la nébuleuse est ce qui les différencie du reste des étoiles Be.